# BBC西南

播出地區

BBC西南（BBC South West）是英國廣播公司（BBC）在英格蘭的一個播出地區，播出範圍包括了康沃爾郡、德文郡、錫利群島、索美塞特郡西部和南部、多塞特郡西部和海峽群島。BBC西南製作地方新聞節目Spotlight（在海峽群島另播出有獨立版本）、新聞雜誌節目Inside Out、政治節目Sunday Politics和足球雜誌節目Late Kick Off，並且也獨自製作廣播節目。

## 外部連結
- 在BBC Online了解BBC Local News
- 在BBC Online了解BBC Spotlight
- 在BBC Online了解BBC Channel Islands News